# Thanh Dậu
Thanh Dậu có tên đầy đủ là Trần Thị Thanh Dậu (sinh năm 1944) là nữ diễn viên cải lương Việt Nam.

## Tiểu sử
Thanh Dậu sinh năm 1944 trong một gia đình có truyền thống nghệ thuật, cha là nghệ sĩ đàn tranh Ba Vân, mẹ là nữ diễn viên hài Vân Quí cùng ở đoàn Kim Chung. Thanh Dậu là chị cả, trong 6 chị em bà thì có 5 người theo nghệ thuật, trong đó người em gái là Nghệ sĩ nhân dân cải lương Thanh Vy.
Năm 1957, Thanh Dậu được tuyển vào lớp diễn viên sân khấu của Sở Văn hóa Hà Nội, mở tại 72 phố Hàng Bạc. Cùng lớp với bà còn có nghệ sĩ Mạnh Dung, chồng của bà sau này. Bà từng giành một đoạt Huy chương Vàng trong hội thi tài năng sân khấu toàn quốc với vai diễn Phi Nhạn trong vở "Một dòng"
Năm 1980, Mạnh Dung vào nam công tác còn bà Thanh Dậu ở lại Hà Nội, lúc này bà là trưởng đoàn cải lương, đến năm 1983, bà đưa con vào nam đoàn tụ gia đình. Thanh Dậu làm giảng viên lớp hóa trang của Trường Sân khấu và Điện ảnh TP. Hồ Chí Minh từ năm 1984.
Thanh Dậu được nhà nước Việt Nam phong tặng danh hiệu Nghệ sĩ ưu tú năm 1997.

## Đời tư
Gia đình Thanh Dậu muốn bà lấy con nhà nòi cải lương và định gả bà cho con trai của một nghệ sĩ trong đoàn Kim Chung.
Sau khi tốt nghiệp, bà và nghệ sĩ Mạnh Dung cùng làm việc tại đoàn Kim Chung, tình cảm của họ bị gia đình Thanh Dậu phản đối. Năm 1967, ông bà làm đám cưới và có con đầu lòng vào năm 1970. Năm 1973, ông bà cùng đi chiến trường thì bà đã có thai được 2 tháng, vì tình thế chiến tranh quá ác liệt nên nên phải bỏ cái thai. Sau này, bà lại có thai một lần nữa thì lại bị sảy trong thời gian đi diễn. Vài năm tiếp theo, bà phát hiện bị u xơ tử cung, hai vợ chồng quyết không sinh thêm con nữa.

## Vai diễn

### Điện ảnh / Video
| Năm  | Tựa đề        | Vai diễn | Đạo diễn      | Chú thích |
| ---- | ------------- | -------- | ------------- | --------- |
| 2014 | The long drum | Chi      | Eve Symington | Phim ngắn |
| 2025 | Nhà gia tiên  |          | Huỳnh Lập     |           |

### Phim truyền hình
| Năm  | Tựa đề            | Vai diễn | Đạo diễn           | Chú thích |
| ---- | ----------------- | -------- | ------------------ | --------- |
| 2009 | Gió nghịch mùa    |          | Đặng Lưu Việt Bảo  |           |
| 2010 | Cá rô, em yêu anh | Bà Vân   | Nguyễn Phương Điền |           |